# Macromia sombui
Macromia sombui là loài chuồn chuồn trong họ Macromiidae. Loài này được Vick mô tả khoa học đầu tiên năm 1988.